# 尚绍华
尚绍华（1952年—），汉族，中华人民共和国政治人物、第十一届全国政协委员。
加入中国民主同盟，担任民盟中央委员、《中国妇女》杂志总编。2008年，当选第十一届全国政协委员，代表中国民主同盟，分入第五组。并担任民族和宗教委员会专委。